# اسکراگنولز
اسکراگنولز (به فرانسوی: Escragnolles) یک کمون (فرانسه) در فرانسه است که در canton of Saint-Vallier-de-Thiey واقع شده‌است. اسکراگنولز ۲۵٫۴۸ کیلومتر مربع مساحت دارد.